# Chiesa di San Giovanni Battista (Cavernago)
La chiesa di San Giovanni Battista è la parrocchiale di Malpaga frazione di Cavernago in provincia e diocesi di Bergamo; fa parte del vicariato di Ghisalba-Romano.

## Storia
La chiesa fu edificata forse nel 1456 anno in cui il condottiero Bartolomeo Colleoni acquistò il territorio di Malpaga, sul luogo dove vi era un antico oratorio, di cui rimane traccia nell'abside della cappella di destra.
La chiesa ricevette la visita pastorale del vescovo Vittore Soranzo e il 4 ottobre 1575 di san Carlo Borromeo arcivescovo di Milano. Dalla sua relazione si desume che la chiesa si presentava poco tenuta, ne ordinò quindi alcune modifiche. Fece pavimentare l'aula, completare con un serramento l'apertura circolare della facciata e costruire i locali della sagrestia. 
I diversi vescovi della curia di Bergamo visitarono la chiesa, di queste visite rimango gli atti a documento, in particolare quella di Giovanni Emo indicò che l'altare era stato ultimano nel 1614, e che godeva sempre del giuspatronato della famiglia Martinengo Colleoni. Nel maggio 1717 il vescovo Pietro Priuli relazionò delle vicissitudini tra la chiesa e quella di Cavernago che voleva essere smembrata.
La chiesa fino al 1887 rimase della famiglia di Pietro Colleoni Martinengo che poi la vendette al signor Antonio Roncalli di Bergamo, il quale accettò di adempiere agli obblighi verso la chiesa compreso il provvedere alle spese e allo stipendio del parroco, anche se pare che non abbia mai pagato il curato.
Nel 1930 la chiesa necessità di restauri e il 3 settembre 1932 fu consacrata e intitolata a san Giovanni Battista dal vescovo Adriano Bernareggi. Nel 1959 su disegno di Luigi Angelini furono fatte modifiche al pronao posto sulla facciata.
Con decreto del 27 maggio 1979 del vescovo Giulio Oggioni la chiesa fu inserita nel vicariato di Ghisalba Romano.

## Descrizione

### Esterno
L'edificio, dal classico orientamento liturgico, è preceduto da un sagrato delimitato da parapetto in muratura in borlanti di fiume a lisca di pesce. La facciata è preceduta dal pronao in muratura con tre aperture ad arco con colonnine in granito complete di basamento che impostano la volta a tazza circolare affrescata. Il tetto a tre falde chiude il pronao. Centrale alla facciata vi è l'ingresso principale con arco in muratura e due parti in marmo di Zandobbio, dove vi sono gli stemmi della famiglia Colleoni. Superiore la finestra centinata atta a illuminare l'aula e l'altorilievo con la raffigurazione dell'Agnus Dei. La facciata divisa su due sezioni è tripartita da lesene che reggono la cornice marcapiano. La sezione superiore di misura minore presenta la medesima impostazione di lesene che reggono il timpano curvo.
La parete a nord ha un lungo porticato con sei archi in muratura retti da colonne in arenaria poggianti su di un parapetto, mentre la parte a sud presenta l'abside alla cappella.

### Interno
L'interno della chiesa a navata unica è preceduto dalla bussola lignea e si compone in cinque campate con le corrispondenti campate ogni lato, divise da lesene. La parte superiore delle campate ha finestre.

La zona presbiteriali a pianta rettangolare è preceduta all'arco trionfale è rialzata da due gradini con copertura da tazza circolare.
La chiesa conserva opere di pregio tra le quali l'altare maggiore del 1645 e il dipinto di san Sebastiano opera di Giulio Cesare Procaccini, la Madonna Santo Rosario di Gian Paolo Cavagna, dipinto che raffigura Francesco Martinengo Colleoni con la moglie Beatrice Langosco e i sei figli,  e la Predicazione di san Giovanni Battista di Vincenzo Angelo Orelli.